# Dawid Majoch
Dawid Majoch (ur. 3 września 1993 w Krynicy Zdroju) – polski hokeista.

## Kariera
- Cracovia II (2009-2010)
- SMS II Sosnowiec (2010)
- SMS I Sosnowiec (2010-2012)
- Zagłębie Sosnowiec (2012-2013)
- 1928 KTH (2013-2014)
- GKS Tychy (2014-2016)
- Tauron KH GKS Katowice (2016-2018)
- Ciarko KH 58 Sanok (2018/2019)
- KH KTH Krynica (2018/2019)
- Infinitas KH KTH Krynica (2020-2021)
- Podhale Nowy Targ (2021-)

Wychowanek KTH Krynica. Absolwent NLO SMS PZHL Sosnowiec z 2012. Od maja 2014 zawodnik GKS Tychy. W maju 2015 przedłużył kontrakt z klubem. Od końca sierpnia 2016 zawodnik GKS Katowice. Jesienią 2018 został zawodnikiem Ciarko KH 58 Sanok, występującej w 2. lidze słowackiej. Potem grał w drużynie z Krynicy w edycjach II ligi. Latem 2021 został zawodnikiem Podhala Nowy Targ.
W barwach reprezentacji Polski do lat 20 uczestniczył w turniejach mistrzostwach świata juniorów do lat 20 edycji 2012, 2013 (Dywizja IB).

## Sukcesy
Reprezentacyjne
- Awans do MŚ do lat 20 Dywizji I Grupy A: 2013

Klubowe
- Puchar Polski: 2014 z GKS Tychy
- Złoty medal mistrzostw Polski: 2015 z GKS Tychy
- Superpuchar Polski: 2015 z GKS Tychy
- Trzecie miejsce w Superfinale Pucharu Kontynentalnego: 2016 z GKS Tychy
- Srebrny medal mistrzostw Polski: 2016 z GKS Tychy, 2018 z Tauron KH GKS Katowice